# Thomas Mar Makarios
Thomas Mar Makarios (Makary, imię świeckie Thomas Kuttikandathil, ur. 26 maja 1926 w stanie Kerala, zm. 23 lutego 2008 w Wielkiej Brytanii) – duchowny Malankarskiego Kościoła Ortodoksyjnego, w latach 1994-2008 biskup Kanady i Europy, pierwszy zwierzchnik Kościoła Malankarskiego poza Indiami.

## Życiorys
Urodził się w Kerali, święcenia kapłańskie przyjął w 1952 z rąk katolikosa Baseliosa Geevarghese I, niedługo potem powierzona mu została opieka nad wiernymi z północnych Indii oraz Delhi. Sakrę biskupią otrzymał w 1975 roku i został mianowany pierwszym ordynariuszem diecezji bombajskiej, a w 1979 objął rządy w nowo utworzonej diecezja Ameryki. Od 1994 był biskupem Kanady i Europy.
W styczniu 2008 roku przeżył wypadek samochodowy, zmarł niedługo później, 23 lutego 2008.